# Harry Nilsson
Harry Edward Nilsson III (n. 15 iunie 1941 – d. 15 ianuarie 1994), creditat adesea doar ca Nilsson a fost un cantautor, compozitor, cântăreț, pianist și chitarist american, foarte cunoscut în anii 1960 și 1970, când a atins succesul său comercial maxim. Printre alte compoziții inedite se numără și muzica filmului Oblio (The Point!, 1971).
Lucrările sale muzicale sunt caracterizate de muncă de pionierat vocal, experimente, reinterpretări a numeroase piese din așa numita colecție de melodii Great American Songbook și fuziuni muzicale cu sunete din muzica caraibeană.
Cu o voce naturală de tenor, acoperind trei octave și jumătate, în anumite cântece chiar patru, Nilsson a fost unul dintre cei mai importanți muzicieni ai erei sale, fiind capabil de a obține succese majore la publicul larg fără a fi devenit o „o importantă persoană publică” prin concerte de mare anvergură sau fără a fi organizat tururi de concerte de promovare.
Măiestria sa artistică în compunerea și interpretrea cântecelor sale, precum și nonșalanța sa, vecină uneori cu sfidarea tuturor, din modul său său de a se manifesta artistic, vor constitui „modele” de urmat pentru generațiile ulterioare de muzicieni independeni, mai ales a celor din generațiile de indie rock.

## Date biografice

### "California rush"
Originar din Brooklyn, New York City,  Nilsson a părăsit de tânăr "The Big Apple" ca adolescent, pentru a se muta la Los Angeles, în California, pentru a scăpa de sărăcia familiei sale.

### Succesul muzical
Lucrând ca programator într-o bancă, interesul său față de compoziția și armonia muzicală a crescut constant, astfel încât a avut succes cu diferite compoziții ale sale, care au fost înregistrate de unele formații ale „primei invazii britanice”, printre care The Monkees au devenit „clienți” constanți ai săi.
În 1967, a debutat la casa de discuri RCA Victor cu LP-ul Pandemonium Shadow Show, urmat de numeroase lansări muzicale, incluzând o colaborare cu Randy Newman (Nilsson Sings Newman, în 1970) și povestea de copii The Point! (1971), urmată de compunerea muzicii filmului Oblio.
Albumele sale cu cel mai mare succes comercial, Nilsson Schmilsson (1971) și Son of Schmilsson (1972), conțineau de asemenea și succesele internaționale de Top Ten, "Without You" (1971) și "Coconut" (1972). Un alt succes comercial de Top Ten, "Everybody's Talkin'" (1968), a fost unul din cântecele foarte iubite din filmul din 1969, Midnight Cowboy. O altă versiune, una de tip cover a lui Nilsson, "One", a fost lansată de trupa Three Dog Night în 1969, atingând poziția a zecea în US Top Ten a momentului.

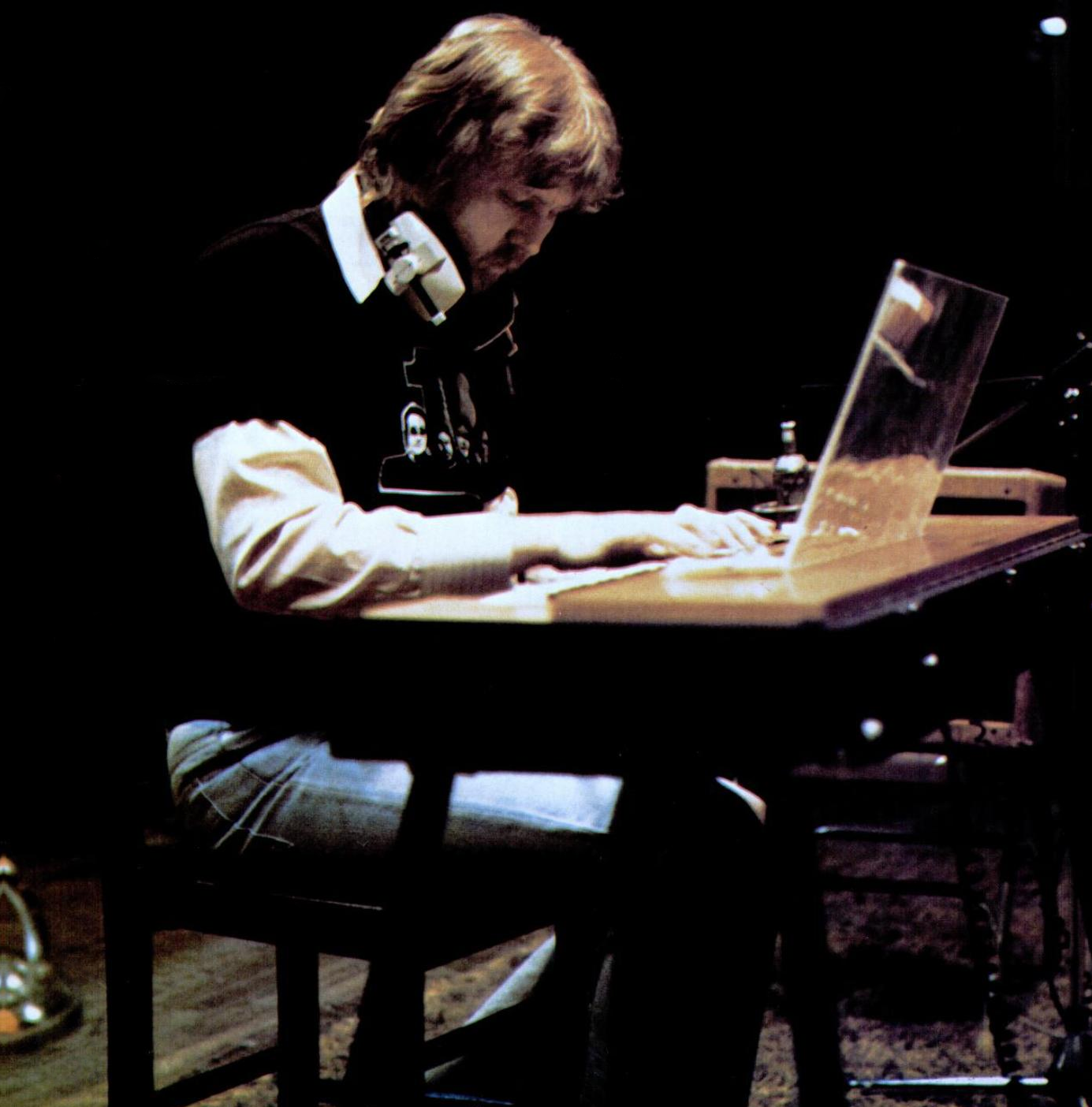
Harry Nilsson, 1974